# Lakmus
Lakmus (E121) – wskaźnik pH, produkt naturalny występujący w wielu gatunkach porostów, m.in. Roccella fuciformis, występujących u wybrzeży Morza Śródziemnego i Oceanu Atlantyckiego.
Mieszanina rozpuszczalnych w wodzie barwników (w tym azolitminy), w roztworach o odczynie kwasowym przyjmuje barwę czerwoną, zaś w roztworach o odczynie obojętnym i zasadowym – niebieską. Zakres zmiany barwy pH 5-8. Składniki odpowiedzialne za zmiany barwy lakmusu zawierają chromofor 7-hydroksyfenoksazonowy.
Najczęściej stosowany w formie nasyconych nim pasków bibuły, zwanych papierkami lakmusowymi, które zwilża się badanym roztworem. Wilgotne papierki lakmusowe pozwalają także stwierdzać obecność kwasów w gazach. Pod wpływem utleniaczy (np. chloru), lakmus trwale się odbarwia.

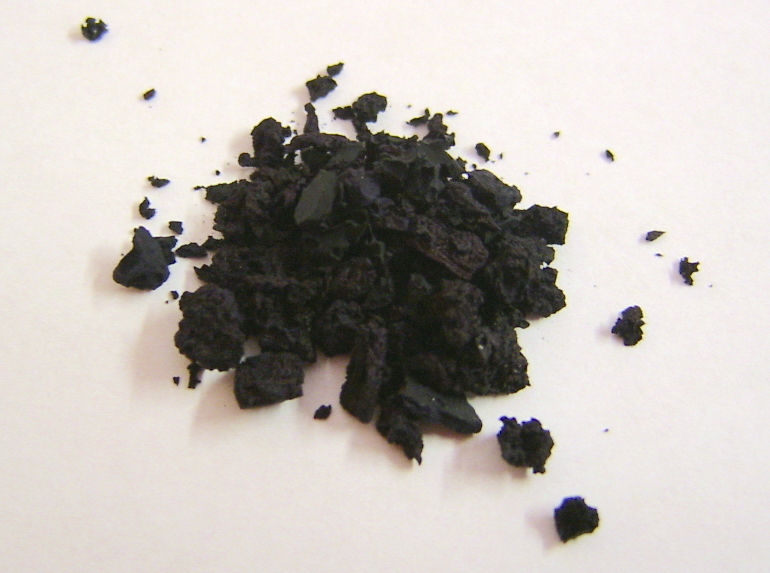
Lakmus w formie proszku
7-hydroksyfenoksazon – chromofor barwników obecnych w lakmusie